# Number24
『number24』（ナンバー・トゥーフォー）は、ムービック企画、ピー・アール・エー制作による日本のテレビアニメ作品。2020年1月から4月までTOKYO MXほかにて放送された。
ラグビーを題材とするオリジナルアニメ作品として、かつてのチームメイトと関西大学ラグビーのリーグ戦が描かれる。

## 登場人物

### 堂紫社大学
柚木 夏紗（ゆずき なつさ）
声 - 河西健吾、七海ひろき（幼少期)
本作の主人公。1回生（留年）。20歳。マネージャー兼トレーナー。大分県の舞鷺高校出身。オレンジ色の頭頂部から毛先にかけてピンク色になるグラデーションの髪色と癖毛が特徴。
身長170cm、血液型O型、誕生日9月20日、家族構成は父、母、妹。好きな食べ物はみかん。少食だが、果物と寿司に関しては遠慮がない。特技は料理。が、お菓子作りに関しては手間がかかることと買った方が美味しいことを理由に基本的には作らない。
元々はエースと期待されたほどの選手であったが、事故で大怪我を負い、半年間の入院の後に重度の頚椎ヘルニアであると診断されたことで選手生命を絶たれてしまった過去を持つ。一時はラグビーをできない体になったことからやさぐれていたが、ラグビーを好きな気持ちを捨てきれず、ラグビー部のマネージャーとして復帰を決意する。選手時代のポジションは左ウィング。人付き合いに長けており、先輩から可愛がられているが、実はドSかつ毒舌であり、目上の人間、特に伊吹に対しては容赦がない。が、その一方で自身の事故に責任を感じて部を去った伊吹を連れ戻すために尽力したり、無意識のうちに伊吹が好む薄いスポドリを作る、悪態をつきながらもテーピングを巻いてあげるなど信頼はしている。
真行寺 清一郎（しんぎょうじ せいいちろう）
声 - 鈴木崚汰、一宮朔（幼少期）
2回生。大分県出身で夏紗とは幼稚園からの幼馴染。舞鷺高校出身。黒い短髪で寡黙。夏紗の作った「とり天」が好物。
身長180cm、血液型B型、誕生日10月17日、家族は父のみ。ポジションはフルバック。背番号15。
感情をあまり表に出さないが、夏紗が自身に黙ってマネージャーに転向した際や、伊吹が何の相談もなくラグビー部を退部し、夏紗の説得を受けて再入部することになった際には普段以上に無口になっていた。緊張を全くしないため、コンバージョンキックを外すことが滅多にない。が、夏紗がマネージャーに転向した頃から調子を崩し、キックが入らなくなる。
上丘 伊吹（うえおか いぶき）
声 - 柳田淳一、森なな子（幼少期）
3回生。法学部。元天才プレイヤー。夏紗、清一郎と同じ大分県の舞鷺高校出身。ポジションはスタンドオフ。背番号10（退部前）→20（復帰後）→10（茶々学院戦から）。
身長180cm、血液型AB型、誕生日11月12日、家族構成は祖母、母、異母兄が2人。母親（声 - 茅野愛衣）はヨーロッパ出身であり、ハーフアップにしている金髪は地毛。家庭環境が複雑らしく、母親は息子に頼り切っている様子。異母兄とは折り合い悪いらしく、本来は黄風院大学に行くのも妨害され、堂紫社大学に入学した。その他にも色々あったらしく、夏紗は伊吹の家族を嫌っている。高校までは髪が短かった。現在は一人暮らしをしており、茶トラの「みかん」と黒猫の「とり天」を飼っている。夏紗の手料理が好き。
夏紗と清一郎とは小学校からの幼馴染であり、自身が出場する試合を観せたことで二人がラグビーを始めるきっかけを与えている。オフロードパスが得意。敵味方関係なく先の動きを予測しているかのような読みの正確さから天才プレイヤーと謳われていたが、夏紗のマウスピースを取りに異母兄から譲り受けたバイクで威翠大学グラウンドに向かっていた途中、逆走してきた車と衝突し、事故に遭う。自身は選手生命に関わる怪我はしなかったものの、同乗していた夏紗に大怪我を負わせてしまったことで彼から大好きなラグビーを奪った責任を感じ、夏紗だけに辛い思いをさせまいと自身もラグビーを辞める決断を下す。退部後は大学にもろくに通わず、クラブ通いをしていたが、退部から7ヶ月後にマネージャーとして復帰を果たした夏紗によってチームへの復帰を迫られる。当初は執拗に迫る夏紗を追い返そうとするなど復帰を拒んでいたが、自身が罪の意識から逃れたいがために事故を言い訳にしていたことを突きつけられ、ラグビーを捨てても夏紗のためにはならないことを思い知ったことで彼のためにラグビーを続ける決意を固めた。夏紗からはヘタレだと散々罵られており、退部を決めた際も電話一本で連絡を済ませ、その後の練習に顔を見せることなくチームメイトからの連絡も無視し続けており、幼馴染である清一郎の連絡先をも消去するなど自身が傷つかずに済む手段を用いてラグビー部との関係を絶っている。故に復帰に伴う連絡等は夏紗が率先して行っていた。そのためチームメイトからは復帰に対して反対意見が多く、夏紗が事前にLINEで復帰の報告した際には87人ものメンバーから既読スルーされている。特に同回生の大成、宗介、翔太からの反発が強かったが、退部した後も走り込みや筋トレは自主的に続けており、7ヶ月のブランクをほとんど感じさせなかったことから復帰を賭けた部内マッチにてチームは敗北したものの実力を示し、晴れて復帰を認められた。が、復帰を機に同ポジションの誠が茶々学院戦から控えに回されたことで彼を慕う大成には目の敵にされており、現在も復帰を認められていない。また、チームに復帰こそ出来たものの部内マッチの結果は敗北だったため、チームへ復帰させるべく夏紗が事前に3回生に持ちかけていた「負けたら奴隷」という提案により、たびたび宗介たちのために合コンをセッティングする破目となった。
都留 靖也（つる やすなり）
声 - 小松昌平
1回生。えんじ色に近い赤毛と口元のほくろが特徴。ポジションは左ウィング。背番号11。
身長175cm、血液型A型、誕生日2月10日、家族構成は父（声 - 松丸幸太郎）母（声 - 日野佑美）姉が2人（声 - 南早紀（長女）、首藤志奈（次女））。好きな食べ物は生春巻きとスイートチリソース。
夏紗や清一郎、伊吹とは舞鷺高校時代からの先輩後輩の間柄。夏紗とはポジションが同じであり、彼の事故後、スターティングメンバーに抜擢された。夏紗がマネージャーとしてラグビー部に復帰後、寮で同室となる。威翠大学との試合では、夏紗のプレースタイルを完璧にコピーした琉星のプレーに動揺し、焦りから反則プレーで退場。本来勝てるはずだった試合でチームを敗北させてしまう。
真白 優（ましろ ゆう）
声 - 村瀬歩
1回生。夏紗に憧れる後輩。努力家でひたむき。頭頂部に一束の毛がピンと跳ねだしている。女子のような風貌で笑顔が可愛い。サブマネージャー。選手時代はCチームに属しており、ポジションはスクラムハーフだった。
身長165cm、血液型AB型、誕生日11月25日、家族構成は父、母、弟。好きな食べ物は魚介類。
成績優秀であり、九州でも偏差値の高いラセール高校に通っていたが夏紗への憧れをきっかけにラグビーに興味を持ち、大学は夏紗をはじめとする舞鷺高校出身の選手が多い堂紫社大学を受験する。が、実力不足で練習についていけず、ストレスから貧血と胃潰瘍になってしまい、ラグビーに対する気持ちにも自信を持てずにいたが、ラグビーが出来なくなっても好きな気持ちを貫き続ける夏紗の姿に影響され、自身もラグビーへの思いを貫くべくマネージャーへの転向を決める。マネージャー転向後は相手選手のプロフィールやリーグ戦の結果が自動反映されるアプリを自らの手で作り出すなどチームに大きく貢献している。料理下手で、倒れた夏紗のために作った鍋は食べた夏紗の舌が紫色に染まっており、しばらく痺れを感じていたほど。また、伊吹からは「生ゴミに漂白剤をぶっかけたような臭い」とまで言われていた。
財津 岳十（ざいつ がくと）
声 - 田所陽向
4回生。敵からも味方からも恐れられる頼れる主将。藤色の髪と顎鬚が特徴。ポジションはフッカー。背番号2。
身長183cm、血液型A型、誕生日12月30日、家族構成は父、母、兄が2人。好きな食べ物は担々麺などの麺類。音痴。
無口で強面だが性格は優しく、チームメイトから厚い信頼を得ている。天性のキャプテン気質の持ち主であり、副主将の郁斗からは「岳十以上のキャプテンはいない」と言われるほど信頼され、堂紫社大学ラグビー部を全国へ連れて行く器だと高く評価されている。整理整頓をきっちりしてるタイプであり、鞄の中身が綺麗。また、物を大事にする性格でラグビーグッズを入れているうさぎ柄の巾着袋には年季が入っている。
由布 郁斗（ゆふ いくと）
声 - 立花慎之介
4回生。副主将でチームの母親的存在。水色の髪と優しそうな見た目が特徴。ポジションは左センターバック。背番号12。
身長180cm、血液型B型、誕生日9月3日、家族構成は祖父、祖母、父、母。好きな食べ物は味噌カツと味噌煮込みうどん。
主将の岳十を常に隣でサポートしており、「あれ」という言葉だけで彼が何を言っているのか理解できるほどに通じ合っている。が、1回生の頃はキャプテン気質な岳十の言動が気に入らず、よく突っかかっては喧嘩になることも多かったが、岳十の生まれ持ったキャプテンとしての器に自身では到底敵わないことを認めたことで信頼し合える間柄となった。以降は彼を「最高のキャプテン」として慕っているが、それ故にプロに行っても岳十以上に信頼の置けるキャプテンに巡り会えることはないだろうと現状に満足している。そのため自身に対しても選手としての限界を感じており、現状に満足した時点で今以上の上達は見込めないとプロには行かず、大学卒業後を機にラグビーを辞める決断を下す。
見た目は温厚そうだが細かいところまで注意する等、何かにつけて小言を言っており、夏紗からは怒ると怖い存在として恐れられている。チームをまとめられる存在がいないため血の気の多いチームメイトに振り回されることが多く、常に頭を抱えているが、問題児だらけの後輩の中で唯一まともな拓海に対しては強い信頼を寄せており、茶々学院戦では前年度の乱闘騒ぎも踏まえた上でトラブルを未然に防ごうと共に奮闘していた。その一方で夏紗が動けなくなった際には彼に手作り料理を振舞おうとしていた優の背中を押すなど仕返しと言わんばかりの行動に出ることもある。
内梨 大成（うちなし たいせい）
声 - 古川慎
3回生。強気なフォワード。茶髪で前髪に赤いメッシュを入れている。ポジションは左フランカー。背番号6。
身長183cm、血液型A型、誕生日5月26日、家族構成は父、母。周囲には隠しているが甘いものが好き。
長崎県の長崎ヶ丘高校出身で拓海と誠とは高校からの付き合い。高校時代は誠の跡を継いでラグビー部の主将を務めた。堂紫社大学の次期主将としても期待されている。普段は拓海や誠と一緒にいることが多く、後輩とはあまり絡まない。伊吹のラグビー部復帰に猛反対しており、部内マッチを経て他の3回生が復帰を認める姿勢を見せた後も納得していない様子を見せる。
イーサン・テイラー
声 - 興津和幸
3回生。プレーも日常生活も自由気ままなチームのムードメーカー。オーストラリア出身。ポジションはナンバーエイト。背番号8。
身長189cm、血液型O型、誕生日10月4日、家族構成は父、母。西洋人の見た目に反し日本料理が好きだが、馬刺しとタコは苦手としている。
片言口調が特徴。同回生の中では伊吹、宗介、翔太と仲が良く、よく行動を共にしており、現在ではすっかり関西人のノリに染まっている。性格は自己中心的で、突然大声を出したり、他人を持ち上げたりと自由人。好きな女性のタイプはヤマトナデシコ。宗介、翔太とは大学からの付き合いであるが、伊吹とは彼が九州のラグビーチームに所属していた頃に少しの間だけ同じチームでプレーしたことがある。二人までなら足にしがみ付いたままでも平気で走りきれるほどフィジカルに優れているが、当時から技術面や判断力など本来ナンバーエイトに求められる能力が低く、また自由気ままな性格も相まって伊吹からは「ラグビーに向かない」と言われており、何も考えずに突っ走るばかりのプレーをしていたこともあってチームでは浮いた存在であった。が、視野の狭さを指摘しながらもサポートを買って出てくれた伊吹のプレーに魅せられて以来、彼を「ヤマトナデシコ」と呼んで信頼を寄せており、伊吹のラグビー部復帰に3回生のほとんどが反対する中でも拍手で迎え入れている。自身が輝くために彼の力が必要だと信じて疑わず、威翠大学戦では交代で入った伊吹のサポートのもと、得点に大きく貢献するプレーを見せていた。
斉藤 風雅（さいとう ふうが）
声 - 児玉卓也
1回生。チームのマスコット的存在。夏紗、清一郎、伊吹、靖也と同じく舞鷺高校出身。ポジションは左プロップ。背番号1。
身長179cm、血液型O型、誕生日4月7日、家族構成は父、母、妹。白米が好きな大食漢。苦手な食べ物はパクチー。
恰幅のいい体つきをしているが、身体のほとんどは脂肪ではなく筋肉である。が、その体型故に太ももまで入るパンツが少なく、よく半ズボンを穿いている。1回生の中ではずば抜けた実力者であり、高校1年生の頃からスターティングメンバーを外れたことがない。その実力の高さから周囲には黄風院に進学するものと思われており、同じ舞鷺高校出身である円からも「黄風院に欲しかった」と言われたほどだが、現在の監督から猛アピールを受けたことで堂紫社大学への進学を決めている。夏紗をはじめ、目上の人間に対する敬意を忘れることがないため先輩人気が高く可愛がられており、昼食など常に誘いの声が絶えない。が、一方で喧嘩っ早い一面も持ち合わせており、茶々学院の選手に伊吹が馬鹿にされた際には殴りかかる勢いで飛び出したところを止められた。
呉羽 小鳥（くれは ことり）
声 - 天﨑滉平
1回生。同回生の弥生とは義兄弟の間柄。ラグビー選手としては小柄な体格がコンプレックス。補欠（ポジションはバックス）。背番号21。
身長168cm、血液型B型、誕生日3月25日、家族構成は父、義母、義兄。とある事件を機に離れ離れになった実母と実妹がいる。周囲には隠しているが好きな食べ物は果物。
高校時代に夏紗たちのいた舞鷺高校と試合で対戦したことがあり、伊吹とは古くからの顔なじみ。美少年だがヤンキー気質で喧嘩っ早い一面があり、1回生の小型爆弾とも呼ばれている。怒った時のみ博多弁で話す。同回生の靖也とは似たもの同士で喧嘩になることが多いため、よく弥生がフォローに入っている。ラグビー部の中では弥生のほかに拓海にも懐いており、拓海からも可愛がられている。茶々学院戦では靖也、風雅と共に危険分子として問題を起こさないよう郁斗、拓海らに警戒されていた。
津々楽 弥生（つづら やよい）
声 - 市川蒼
1回生。小鳥の義兄。眉の上に切り揃えられた前髪が特徴。補欠（ポジションはバックス）。背番号22。
身長172cm、血液型O型、誕生日2月6日、家族構成は母、義父、義弟。母親の再婚で小鳥とは兄弟の間柄となる。離れて暮らす実父がいる。小鳥とは対照的に肉が好きで見かけによらず大食漢だが、食べ方に品があるため、人が食べ物を食べる姿を見るのが好きな夏紗からは一番好きな食べ方だと言われていた。
小学生時代は伊吹と同じラグビースクールに所属していた。無邪気で人懐っこい性格をしているが、空気が読めるため喧嘩っ早いメンバーが多い1回生の中では貴重なバランサー。
近衛 素直（このえ すなお）
声 - 小野将夢
2回生。夏紗とは似たもの同士の悪友。出身地は京都府。ポジションは右センターバック。背番号13。
身長178cm、血液型AB型、誕生日12月7日。家族は母親のみ。好きな食べ物は京料理。
夏紗とは「夏さん」「スーさん」と呼び合う間柄で、夏紗が清一郎の次に仲が良い人物として挙げるほど仲良しだが、互いに毒舌なため、周囲からは仲が悪いと思われている。また、田舎を見下す発言が多く、大分県出身の夏紗を「田舎者」とよくからかっており、夏紗からは唯一口喧嘩で勝てない相手としても見られている。1回生の頃に茶々学院の選手に絡まれたことがあるが、口の悪さが幸いし、相手選手の嫌味を物ともしなかった。が、一方で夏紗と共に相手を煽ってしまったことで乱闘騒ぎになり、危うく出場停止になる事態にまで発展させている。
佐々木 通玄（ささき つうげん）
声 - 村島慎之介
2回生。京都府出身。一日一善を心がけている悟り系男子。ベジタリアン。ポジションは右フランカー。背番号7。
身長177cm、血液型AB型、誕生日1月11日、家族構成は祖父、父、母、兄、姉、妹。実家は寺。あだ名は「ツーさん」。
清一郎とは寮の同室で、寡黙な者同士で仲が良い。趣味は瞑想。清一郎がキックの不調に陥ったことにも真っ先に気づいており、瞑想に誘う、相談に乗るなどして原因究明に尽力した。
ポンサクレック・ユーヌー
声 - 九埜りゅうま
2回生。褐色の肌が特徴のタイからの留学生。補欠（ポジションはフォワード）。背番号16。
身長177cm、血液型O型、誕生日12月9日、家族構成は祖父、祖母、父、母、兄、姉、弟が4人、妹が2人。好物はタイ料理、苦手な食べ物はパクチー。
純粋でおっとりしている癒し系。あだ名は「ポン」。寒がり。日常会話に支障がないレベルで日本語を習得しているが、熱心に日本語の勉強を続けている。また、時折会話の流れを断ち切る一言を発することがあり、空気を読むことについても勉強もしている。同じ留学生の洪浜に気に入られており、よく世話を焼いてもらっている。また、同回生の中では清一郎や通玄と昼食を共にしたり、瞑想をしたりと仲が良い。
山田 宗介（やまだ そうすけ）
声 - 谷口淳志
3回生。関西出身。ドレッドヘアと関西弁が特徴。笑いと合コンの質に厳しい。ポジションは右プロップ。背番号3。
身長184cm、血液型AB型、誕生日8月25日、家族構成は母、妹。好きな食べ物はハンバーグ、カレー。
部内でも有能な選手であり、プロップにしては珍しく走れることと恵まれた体格に加え、強いスクラムを組める安定感からチーム内でも厚い信頼を得ている。同回生の中では伊吹、イーサン、翔太と仲が良い。また、4回生の亜斗夢のことは笑いの師匠として、虎之進のことは兄のように慕っている。関西組の一人。性格は俺様だが面白いためチームメイトからも人気が高く、女子にも意外ともてる。が、合コンではその日のうちに関係を築こうとしがちなため彼女がなかなか出来ない。翔太とは同じ高校出身でもあり、よくからかって遊んでいる。少々シスコン気質な一面があり、チームメイトによく妹の写真を見せて回っている。
伊吹がラグビー部に復帰する際には同回生の大成や翔太らと共に反対したが、反発はあくまでも伊吹が相談もなしに退部していったことに対し、信頼していたチームメイトから裏切られたような思いを抱いたことが原因であり、部内マッチを経て伊吹がもう一度本気でラグビーと向き合う覚悟を決めたことを察してからは彼の復帰を認めた。喧嘩っ早い一面もあり、過去にイーサン、翔太らと共に茶々学院と揉めて危うくチームを出場停止処分にしかけたことがあり、再び茶々学院と試合をすることになった際には用を足しに控え室の外に出るだけのことに対しても虎之進から喧嘩をしないよう言い聞かせられるなど4回生からは特に警戒された。
鵜 翔太（う しょうた）
声 - 梶原岳人
3回生。関西出身。メッシュと関西弁が特徴。補欠（ポジションはバックス）。背番号23。
身長175cm、血液型A型、誕生日7月22日、家族構成は父、母、兄が3人。好きな食べ物はカップラーメンでよく食べている。
同回生の中では伊吹、イーサン、宗介と仲が良く、部内では関西組の一人として数えられている。ボケ担当。バカ揃いの3回生の中でも特におバカキャラとして周囲に認知されており、宗介にからかわれて騙されることも多い。女の子に振られることに関してはプロ級で隔週ペースで振られているが、理由のほとんどは伊吹を好きになる女子を好きになることが多いため。
退部した伊吹がラグビー部への復帰を願い出た際には宗介と同様に「戦力になるわけない」と彼の復帰に異議を唱えたが、部内マッチにて衰えをまるで感じさせないプレーを目の当たりにし、考えを改める。部内マッチ後には夏紗や清一郎と共に頭を下げて頼み込む伊吹の姿に真っ先に復帰を認め、彼を部に迎え入れた。
日高 拓海（ひだか たくみ）
声 - 矢野奨吾
3回生。バカ揃いの3回生のまとめ役でポストおかん。ポジションはスクラムハーフ。背番号9。
身長170cm、血液型B型、誕生日11月17日、家族構成は父、母、妹。好きな食べ物は麻婆豆腐。大成とは逆に甘いものはあまり得意ではない。
大成と誠とは長崎ヶ丘高校からの付き合いで、熱くなりがちな大成のストッパー役も担っている。前述されているように3回生の中でもまともでバランサー的立ち位置のため、郁斗の後釜として期待されているが、手のかかる選手ばかりが揃っていることから自身は郁斗の後釜としてチームをまとめる役割を担いたくはない模様。長崎ヶ丘高校の主将を務め、堂紫社大学への道を切り開いてくれた誠のことを心から慕っており、大成と三人でよく行動を共にしている。また、自身がラグビー選手にしては小柄な体格であるためか同じように小柄な夏紗や小鳥もよく可愛がっている。茶々学院との試合中に相手選手のタックルを受けて病院に搬送されるもアキレス腱を断裂してしまい、今シーズン中での復帰は困難であると診断された。
李 洪浜（り ほんひん）
声 - 井上雄貴
3回生。理性的に考える留学生。出身地は中国。ポジションは右ウイング。背番号14。
身長174cm、血液型B型、誕生日2月3日、家族構成は祖父、祖母、父、母。実家が裕福。好きな食べ物は納豆。また、口には出さないが夏紗の手料理も好き。
同期がバカ揃いのため、常にうんざりしており、伊吹のラグビー部復帰に同回生が異議を唱えた際にも他のメンバーが勝手に辞めたことを咎める中でただ一人チームが勝つために必要か否かを重視していた。部内マッチ後には伊吹の力がチームに必要であると認め、彼の復帰に賛同する。同回生より後輩の2回生と関わることの方が多く、特に同じ留学生のポンを気にかけており、授業の組み方からラグビーショップへの付き添いまで何かと面倒を見ている。
染谷 誠（そめや まこと）
声 - 熊谷健太郎
4回生。高校時代はラグビー部の主将も務めていた秀才。普段は眼鏡をかけているが、試合の時には外している。ポジションはスタンドオフ。背番号10。
身長178cm、血液型A型、誕生日4月12日、家族構成は父、母、弟が2人、好きな食べ物は家庭的な和食。
性格は真面目で優しく、長崎ヶ丘高校出身で、後輩である大成と拓海からは名門・堂紫社大学への道を切り開いた人物として慕われている。伊吹とはポジションが同じで、高校時代には真っ向勝負で手も足も出ず才能の差を見せ付けられたことがあり、チームメイトとなった現在も複雑な心境を抱いている。前述されているように伊吹との間に圧倒的な差があることは自覚しており、彼がラグビー部に在籍していた頃は日の目を見ることがなかったが、伊吹の退部後にスターティングメンバーに抜擢される。が、伊吹がラグビー部に復帰したことで茶々学院戦からは再び補欠に回された。スターティングメンバーから外されたことを機に自身を慕う大成が反発からチームの輪を乱す行動を取った際には責任を感じ、彼を叱咤する。同時に自身のために嫌な役回りをさせてしまったことに対して頭を下げて謝罪した。
東坂 虎之進（ひがしざか とらのしん）
声 - 神原大地
4回生。関西出身。眉毛の部分にある傷と関西弁が特徴。補欠（ポジションはフォワード）。背番号19。
身長185cm、血液型O型、誕生日9月26日、家族は父親のみ。好きな食べ物はたこ焼きで頻繁にチームメイトを呼んでたこ焼きパーティー、通称タコパを開催しており、普通のたこ焼きからチーズやキムチなどの変わり種、デザート感覚でチョコを入れたものなど様々なたこ焼きを振舞っている。
チームの兄貴的存在であり、問題児揃いの関西勢のまとめ役。そのため茶々学院戦ではすぐに物理で対抗しようとするイーサン、宗介、翔太に相手選手に遭遇しても喧嘩をしないよう言い聞かせていた。また、怖そうな見た目とは打って変わって性格が優しいため、関西組や伊吹からは「虎兄」と呼ばれ、慕われている。伊吹の復帰を賭けた部内マッチにおいてもブランクのある伊吹が早くボールに慣れるよう手伝うなど面倒見がいい。茶々学院戦後、アキレス腱断裂により入院した拓海の見舞いに訪れた際に試合に出られない悔しさを露わにした拓海と誠の会話を聞いてしまう。
是枝 裕樹（これえだ ゆうき）
声 - 小林正典
4回生。アニメや漫画が大好きなオタク。補欠（ポジションはフォワード）。背番号18。
身長175cm、血液型AB型、誕生日5月11日、家族構成は父、母、姉。好きな食べ物はイチジク。好きな色は紫色。
非常にネガティブで自身に内定を出した会社に対して「頭がおかしい」と断ろうとするなど自分に自信がなく、少々弱気なところがあるが、稀に突然怒り出すことがある。補欠ではあるが、選手としては優秀で本気を出せば普通に強い。普段はあまり口数が多い方ではないが、アニメのことになると饒舌になる。アニメイトの常連客で、亜斗夢が自身の缶バッジを壊した際には彼と虎之進を引き連れて買い直しに訪れており、それ以降チームメイトに付き添いを頼んでいる。給水ボトルに好きなキャラクター、モカちゃん（声 - 一宮朔)のシールを貼り付けている。また、自身のモチベーションを高めるのに必要不可欠な存在と化しているため、練習を休んだ夏紗の見舞いに訪れた際にも早く元気になれるようにと彼の部屋の天井にモカちゃんのポスターを貼ってあげたりしていた。
後藤 亜斗夢（ごとう あとむ）
声 - 石狩勇気
4回生。関西出身。金髪の坊主頭と関西弁が特徴。補欠（ポジションはフォワード）。背番号17。
身長172cm、血液型O型、誕生日3月11日、家族構成は母、兄。好きな食べ物はお好み焼き。
キラキラネームにコンプレックスを抱いており、フルネームや下の名前で呼ばれることを嫌う。そのため後輩からは苗字で呼ばれているが、下の名前でもあだ名の場合には怒ったりしないため、同じ4回生からは「あっくん」と呼ばれている。喧嘩っ早い一面があるが、宗介から笑いの師匠として慕われており、笑いのセンスがある。
玉城 蓮（たましろ れん）
声 - 千葉瑞己
4回生。ポジションは右ロック。背番号5。
身長185cm、血液型A型、誕生日3月21日、家族構成は父、母、弟。好きな食べ物は芋。
ナルシストで、筋トレで鍛えた筋肉を自慢してはよく周囲から流されている。が、ラグビー選手としては優秀であり、チームメイトからの信頼は厚い。またメンタルも強く、裕樹の付き添いでアニメイトを訪れた際にも虎之進や亜斗夢が店内の物を壊さないよう気遣ったり、他の客からの視線に耐えられなかったことから二度と行かないと口を揃える中でただ一人「楽しかった」と感想を述べていた。
石神 真也（いしがみ しんや）
声 - 葉山雄太
4回生。黒縁眼鏡が特徴だが、誠同様、試合中は外している。ポジションは左ロック。背番号4。
身長192cm、血液型B型、誕生日4月5日、家族構成は父、母、弟、妹。好き嫌い無く何でも食べる。達筆。
職人と謳われるほどの実力を持つ優秀な選手。チームで一番背が高い。基本的に無口だが、上級生たちの緩和剤としての立ち位置を確立しており、チームメイトのほとんどが扱いに困る蓮とも一緒にいれるほど人間が出来ている。また、4回生の中では誠とも仲が良い。

### 黄風院大学
本郷 円（ほんごう まどか）
声 - 斉藤壮馬
夏紗と同じ高校出身で楽しいことが大好きで自由人。4回生。ポジションはフルバック。『バックスの創造主』の異名あり。背番号15。
身長178cm、血液型B型、誕生日10月30日、家族構成は父、母、弟。好きな食べ物はオムライス。
人当たりが良く見えるが、笑顔で毒や嫌みを吐くタイプ。
本郷 主鷹（ほんごう かずたか）
声 - 石川界人
円の弟で伊吹が約束を破ったとして怒っていた。3回生。ポジションはナンバーエイト。『フォワードの破壊神』の異名あり。背番号8。
身長188cm、血液型B型、誕生日1月21日、家族構成は父、母、兄。好きな食べ物はサラダチキン。
奥村 冬馬（おくむら とうま）
声 - 武内駿輔
1回生。ポジションは右センター。背番号13。
元バスケットボール部でラグビーは大学から始めた初心者。普段は感情を表に出すことがないが、衝動を抑えきれず暴走し、本郷兄弟に止められることが多々ある。円の指導の甲斐あって実力を伸ばしているが、時折反則プレーに出てしまう。

### 威翠大学
日吉 琉星（ひよし りゅうせい）
声 - 永塚拓馬
1回生。ポジションは右ウィング。背番号14。
ダンス経験者であり、ステップに自信がある。夏紗の熱狂的なファンで、ラグビーを始めたきっかけは夏紗が過去に応じた雑誌のインタビューでプレイスタイルにダンスのステップが影響していると語っていたことから「自分にも出来るんじゃないか」と思ったため。天真爛漫な性格をしているが空気が読めない。憧れている夏紗のプレイスタイルを完璧にコピーしており、対戦相手であった堂紫社大学を翻弄し、チームの勝利に貢献した。

## スタッフ
- 原作・原案・衣装原案 - 森慶[5]
- ストーリー原案 - ムービック[5]
- メインキャラクター原案 - ゆき哉[5]
- 監督 - きみやしげる[5]
- シリーズ構成 - 中瀬理香[5]
- キャラクターデザイン - 﨑口さおり[5]
- メインアニメーター - 原田峰文[5]、薮田裕希、橋本純一、たむらかずひこ
- アクション監修 - 上原史也[5]
- 衣装デザイン - 大谷道子[5]
- プロップデザイン - 小川浩[5]
- 美術設定 - 大平司[5]
- 美術監督 - Scott MacDonald[5]
- 色彩設計 - 山口由希子[5]
- 3Dディレクター - 林昭夫[5]
- 撮影監督 - 加納篤[5]
- 編集 - 須藤瞳[5]
- 音響監督 - 濱野高年[5]
- 音響制作 - マジックカプセル
- 音楽制作 - 堀京子
- 音楽 - no my
- プロデューサー - 植松瑠里子、杉浦美沙紀、本間隆紀、北澤史隆、岩見樹、山﨑麻子
- アニメーション制作 - ピー・アール・エー[5]
- アニメーションプロデュース - 阪本義樹[5]
- 製作 - 堂紫社大学ラグビー部[5]

## 主題歌
「SET!」
小林正典によるオープニングテーマ。作詞はコツキミヤ、作曲・編曲はミライショウ。
「君といるなら」（第1話、第7話 - 第9話）
柚木夏紗（河西健吾）&真行寺清一郎（鈴木崚汰）によるエンディングテーマ。作詞はコツキミヤ、作曲は流歌。
「COMICAL TRY!!」（第2話 - 第3話）
柚木夏紗（河西健吾）&上丘伊吹（柳田淳一）によるエンディングテーマ。作詞は高瀬愛虹、作曲はミライショウ。
「Every Fight」（第4話 - 第6話、第10話）
柚木夏紗（河西健吾）&都留靖也（小松昌平）によるエンディングテーマ。作詞・作曲は八木雄一。

## 各話リスト
| 話数  | サブタイトル                                      | 脚本     | 絵コンテ       | 演出            | 作画監督                                         | 総作画監督                                           | 初放送日      |
| ----- | ------------------------------------------------- | -------- | -------------- | --------------- | ------------------------------------------------ | ---------------------------------------------------- | ------------- |
| NO.1  | スーパールーキーnumber24です★                     | 中瀬理香 | きみやしげる   | きみやしげる    | 手島典子                                         | 﨑口さおり 大谷道子 薮田祐希                         | 2020年 1月8日 |
| NO.2  | 財布のチャラさと、持ち主のチャラさはほぼ比例      | 中瀬理香 | こでらかつゆき | 湖山禎崇        | 橋本純一 梶浦紳一郎                              | 﨑口さおり 原田峰文 たむらかずひこ                   | 1月15日       |
| NO.3  | 広い家に引っ越しても別に片付かない…荷物増えるだけ | 中瀬理香 | 葛谷直行       | 井之川慎太郎    | 伊藤智子 和田伸一 重国浩子 二宮奈那子 牛ノ濵由惟 | 﨑口さおり 大谷道子 原田峰文                         | 1月22日       |
| NO.4  | 何事も真剣に楽しんでる人には敵わない              | 笹野恵   | きみやしげる   | 吉田俊司        | 手島典子 梶浦紳一郎 橋本純一                     | 﨑口さおり 原田峰文 薮田祐希 橋本純一 たむらかずひこ | 1月29日       |
| NO.5  | 退化も進化                                        | 中瀬理香 | 葛谷直行       | 清水明          | 野田智弘 江口麻里                                | 﨑口さおり 原田峰文 薮田祐希 橋本純一                | 2月5日        |
| NO.6  | 料理初心者のアレンジはほぼ100%の確率で失敗する    | 中瀬理香 | こでらかつゆき | 葛谷直行        | たむらかずひこ Lee Se Jong                       | 﨑口さおり 原田峰文 たむらかずひこ                   | 2月12日       |
| NO.7  | 瞑想って結構難しい                                | 笹野恵   | 葛谷直行       | 小野田雄亮      | 手島典子 梶浦紳一郎                              | 﨑口さおり 原田峰文 薮田祐希 橋本純一                | 2月19日       |
| NO.8  | 目標と手段は途中でごっちゃになりがち              | 中瀬理香 | 小林一三       | 鹿谷拓史        | 東美帆 江口麻里 鈴木彩乃 野田智弘 山口保則       | 﨑口さおり 原田峰文 薮田祐希 橋本純一                | 2月26日       |
| NO.9  | 炭酸温泉は低温だから長く入っていられる            | 笹野恵   | 葛谷直行       | 井之川慎太郎    | 吉田龍一朗 和田伸一 重国浩子 二宮奈那子          | 﨑口さおり 原田峰文 薮田祐希 橋本純一                | 3月4日        |
| NO.10 | とり天は揚げたてが一番美味しい                    | 中瀬理香 | こでらかつゆき | 吉田俊司        | 手島典子 梶浦紳一郎                              | 﨑口さおり 原田峰文 薮田祐希 橋本純一                | 3月11日       |
| NO.11 | 冬のラグビー観戦には、ありったけの防寒を！        | 笹野恵   | 永居慎平       | 片貝慎 鹿谷拓史 | つなきあき 西村理恵 野田智弘 江口麻里            | 﨑口さおり 原田峰文 薮田祐希 橋本純一                | 4月8日        |
| NO.12 | 頑張れ！JAPANラグビー!!!                          | 中瀬理香 | きみやしげる   | 湖山禎崇        | 手島典子 梶浦紳一郎 丸山泰英                     | 﨑口さおり 原田峰文 薮田祐希 橋本純一                | 4月15日       |

## 放送局
| 放送期間                | 放送時間                     | 放送局       | 対象地域 | 備考                                 |
| ----------------------- | ---------------------------- | ------------ | -------- | ------------------------------------ |
| 2020年1月8日 - 4月15日  | 水曜 22:30 - 23:00           | TOKYO MX     | 東京都   | 製作参加 / リピート放送あり          |
|                         |                              | KBS京都      | 京都府   |                                      |
| 2020年1月9日 - 4月20日  | 木曜 0:00 - 0:30（水曜深夜） | サンテレビ   | 兵庫県   |                                      |
| 2020年1月9日 - 4月23日  | 木曜 1:50 - 2:20（水曜深夜） | 大分朝日放送 | 大分県   |                                      |
| 2020年1月9日 - 4月21日  | 木曜 3:05 - 3:35（水曜深夜） | テレビ愛知   | 愛知県   |                                      |
| 2020年1月10日 - 4月16日 | 金曜 1:00 - 1:30（木曜深夜） | BS日テレ     | 日本全域 | BS/BS4K放送 / 『アニメにむちゅ〜』枠 |
| 2020年1月10日 - 4月18日 | 金曜 21:00 - 21:30           | AT-X         | 日本全域 | CS放送 / リピート放送あり            |
| 2020年1月14日 - 4月21日 | 火曜 1:55 - 2:21（月曜深夜） | 長崎文化放送 | 長崎県   | 『あに。』枠                         |

インターネットではHuluにて、同年1月9日より独占先行配信。

## BD
| 巻 | 発売日        | 収録話          | 規格品番 |
| -- | ------------- | --------------- | -------- |
| 1  | 2020年4月24日 | 第1話 - 第2話   | MVC-0310 |
| 2  | 2020年5月29日 | 第3話 - 第4話   | MVC-0311 |
| 3  | 2020年6月26日 | 第5話 - 第6話   | MVC-0312 |
| 4  | 2020年7月31日 | 第7話 - 第8話   | MVC-0313 |
| 5  | 2020年8月28日 | 第9話 - 第10話  | MVC-0314 |
| 6  | 2020年9月25日 | 第11話 - 第12話 | MVC-0315 |